# 蛇仔骰

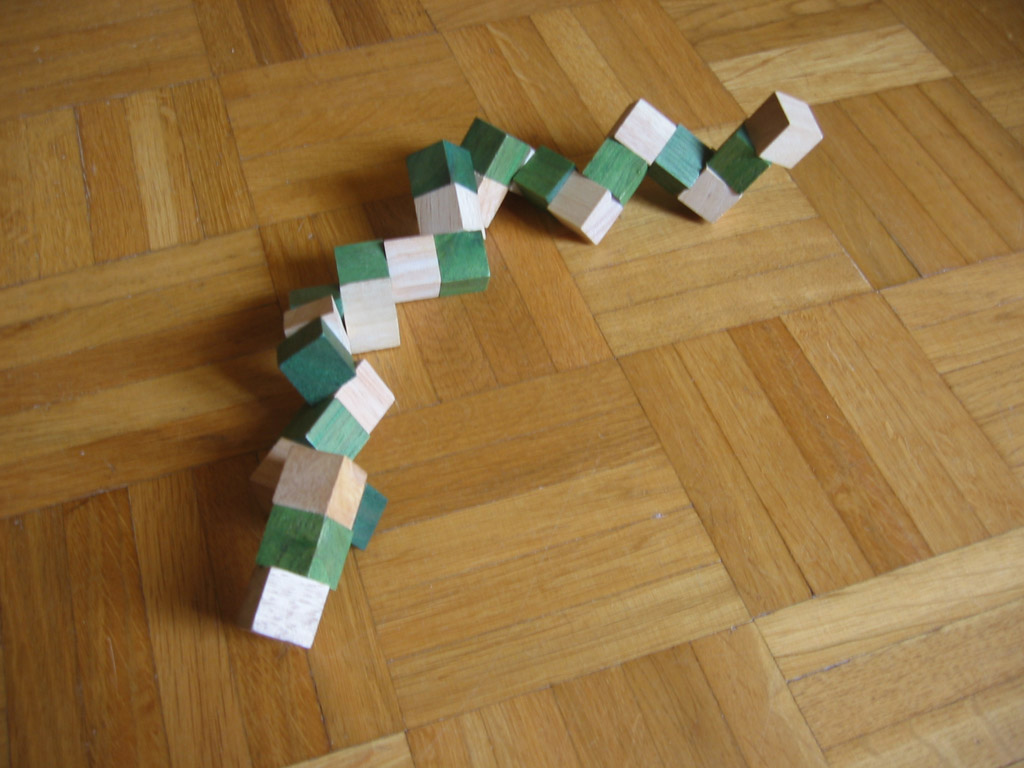
需要解難……

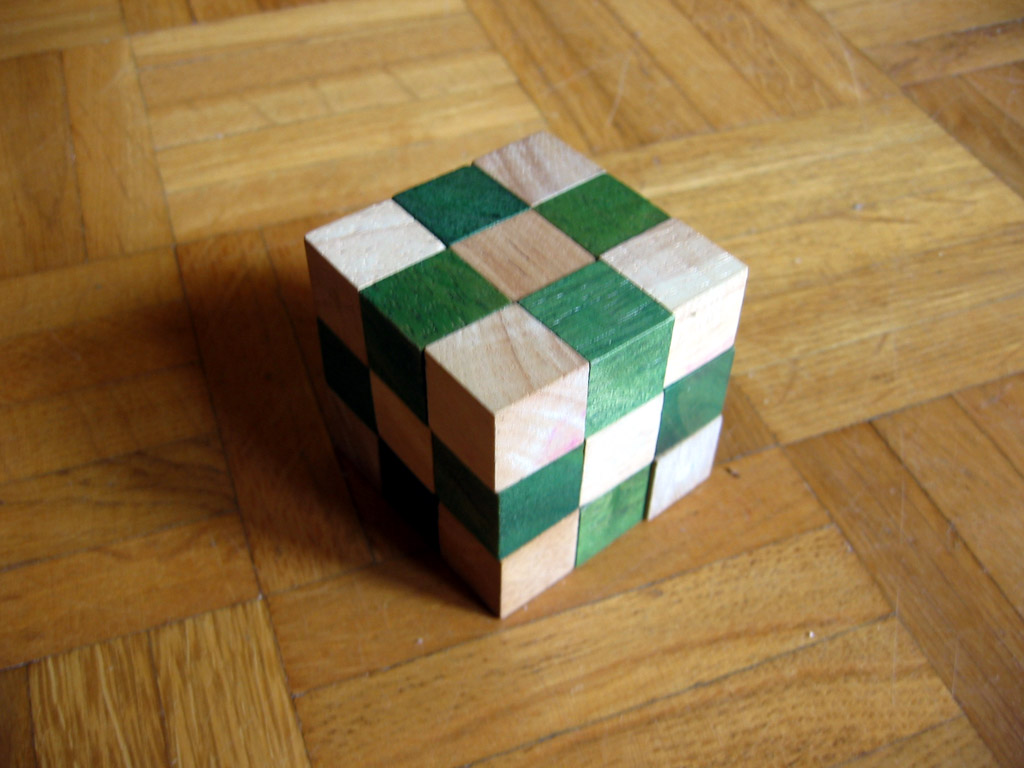
完整的蛇仔骰

蛇仔骰是一種立體智力遊戲，通常為木製，由廿七個小正立方塊組成，方塊之間用有彈力的繩子連起。玩家需將小木塊砌回一個3x3x3的正立方體。

## 外部連結
- www.jaapsch.net 蛇仔骰（英） （页面存档备份，存于）：網頁內有一個JavaScript版本的蛇仔骰